# Eleições parlamentares europeias de 2009 (Itália)
As eleições parlamentares europeias de 2009 na Itália foram realizadas nos dias 6 e 7 de junho para escolher os 72 deputados para representar o país no Parlamento Europeu. Nos mesmos dias, foram escolhidos os prefeitos e governadores das províncias do país. As urnas foram abertas às 15h locais e fechadas às 22h do dia 6, voltando a abrir no dia seguinte. É incomum ocorrerem eleições na Itália aos sábados e domingos, geralmente elas ocorrem aos domingos e segundas.

## Projeções
O Povo da Liberdade (PdL), partido do primeiro-ministro, Silvio Berlusconi, despontava como favorito no pleito. Segundo as pesquisas, o PDL iria obter cerca de 40% dos votos, o que o lhe daria uma grande vitória. Berlusconi afirmou que esperava conseguir entre 40% e 45% dos votos, algo que, segundo ele, faria com que seu partido fosse o de maior peso de todo o Parlamento, sendo capaz de nomear o próximo presidente da câmara europeia. Entretanto, o PdL obteve apenas 35,2% dos votos. O governista Liga Norte de Umberto Bossi, aliado de Berlusconi, obteve cinco cadeiras a mais do que nas últimas eleições.
Os levantamentos davam ao principal partido de oposição, o Partido Democrático (PD), um resultado discreto na votação, com uma porcentagem abaixo dos 25%. O partido obteve 26,1% dos votos, aumentando em três cadeiras a sua bancada no Parlamento Europeu. O também oposicionista Itália de Valores (IdV) do ex-procurador Antonio di Pietro obteve um notável crescimento no pleito, aumentando em seis cadeiras a sua bancada no Parlamento Europeu.
O primeiro-ministro Berlusconi dominou toda a campanha eleitoral no país, que se viu abalada pela publicação no jornal espanhol El País de várias fotos que mostram hóspedes da mansão do governante na ilha da Sardenha completamente nus ou com pouca roupa. O ex-primeiro-ministro tcheco Mirek Topolánek reconheceu que também aparece nas fotos, mas declarou que se trata de uma montagem feita por computador.

## Resultados Nacionais
| Partidos                | Partidos                                  | Votos      | %               | +/-   | Deputados | +/-     |
| ----------------------- | ----------------------------------------- | ---------- | --------------- | ----- | --------- | ------- |
|                         | O Povo da Liberdade                       | 10 797 296 | 35,26 / 100,00  | 1,35  | 29 / 72   | 4       |
|                         | Partido Democrático                       | 7 999 476  | 26,12 / 100,00  | 5,0   | 21 / 72   | 3       |
|                         | Liga Norte                                | 3 126 181  | 10,21 / 100,00  | 5,2   | 9 / 72    | 5       |
|                         | Itália de Valores                         | 2 450 643  | 8,00 / 100,00   | 5,86  | 7 / 72    | 5       |
|                         | União dos Democratas-Cristãos e de Centro | 1 995 021  | 6,51 / 100,00   | 0,62  | 5 / 72    | Estável |
|                         | Lista Anti-capitalista                    | 1 037 862  | 3,39 / 100,00   | 5,09  | 0 / 72    | 7       |
|                         | Esquerda e Liberdade                      | 957 822    | 3,13 / 100,00   | Novo  | 0 / 72    | Novo    |
|                         | Lista Panella-Bonino                      | 743 284    | 2,43 / 100,00   | 0,18  | 0 / 72    | 2       |
|                         | A Autonomia                               | 681 290    | 2,22 / 100,00   | Novo  | 0 / 72    | Novo    |
|                         | Partido Popular Sul Tirolês               | 143 509    | 0,47 / 100,00   | 0,02  | 1 / 72    | Estável |
|                         | Outros                                    | 691 456    | 2,25 / 100,00   |       | 0 / 72    |         |
| Votos inválidos         | Votos inválidos                           | 2 125 164  | 7,21 / 100,00   | 1,75  |           |         |
| Total                   | Total                                     | 32 749 004 | 100,00 / 100,00 |       | 72 / 72   | 6       |
| Eleitorado/Participação | Eleitorado/Participação                   | 50 342 153 | 65,05 / 100,00  | 6,66  |           |         |
| Fonte                   | Fonte                                     | [ 1 ]      | [ 1 ]           | [ 1 ] | [ 1 ]     | [ 1 ]   |

## Resultados por círculos eleitorais
| Círculo eleitoral      | %    | D   | %    | D  | %    | D  | %    | D   | %    | D   | %   | D   | %   | D  | %   | D   | %    | D   | %   | D   | D  | Votantes   |
| Círculo eleitoral      | PDL  | PDL | PD   | PD | LN   | LN | IDV  | IDV | UDC  | UDC | LAC | LAC | SL  | SL | LPB | LPB | AUT  | AUT | SVP | SVP | D  | Votantes   |
| ---------------------- | ---- | --- | ---- | -- | ---- | -- | ---- | --- | ---- | --- | --- | --- | --- | -- | --- | --- | ---- | --- | --- | --- | -- | ---------- |
| Itália Norte-Ocidental | 33,4 | 8   | 23,0 | 5  | 19,4 | 5  | 7,3  | 2   | 5,3  | 1   | 3,0 | -   | 2,1 | -  | 2,9 | -   | 0,8  | -   | -   | -   | 21 | 9 117 216  |
| Itália Norte-Oriental  | 28,1 | 5   | 28,0 | 4  | 19,0 | 3  | 7,2  | 1   | 5,6  | 1   | 2,3 | -   | 2,1 | -  | 2,6 | -   | 0,7  | -   | 2,3 | 1   | 15 | 6 609 500  |
| Itália Central         | 37,4 | 6   | 32,4 | 6  | 3,0  | 1  | 7,7  | 1   | 5,4  | 1   | 4,5 | -   | 3,6 | -  | 2,7 | -   | 0,7  | -   | -   | -   | 15 | 6 619 218  |
| Itália Meridional      | 41,9 | 8   | 23,0 | 4  | 0,6  | -  | 10,1 | 2   | 8,5  | 1   | 4,1 | -   | 5,2 | -  | 1,6 | -   | 3,2  | -   | -   | -   | 15 | 7 700 840  |
| Itália Insular         | 36,5 | 2   | 24,9 | 2  | 0,4  | -  | 7,6  | 1   | 10,4 | 1   | 2,8 | -   | 2,3 | -  | 1,8 | -   | 12,4 | -   | -   | -   | 6  | 2 702 230  |
| Estrangeiro            | 35,2 | -   | 22,8 | -  | 2,8  | -  | 13,7 | -   | 4,4  | -   | 3,8 | -   | 7,3 | -  | 3,7 | -   | 1,5  | -   | 0,6 | -   | -  | 89 842     |
| Itália                 | 35,3 | 29  | 26,1 | 21 | 10,2 | 9  | 8,0  | 7   | 6,5  | 5   | 3,4 | -   | 3,1 | -  | 2,4 | -   | 2,2  | -   | 0,5 | 1   | 72 | 32 749 004 |